# Lapinlahti
Lapinlahti (svensk: Lapinlax) er en kommune i Finland i landskabet Norra Savolax. Kommunen havde i 2017 en befolkning på 9.758, og et areal på 1245,13 km². Kommunen grænser op til kommunerne Idensalmi, Maaninka, Nilsiä, Rautavaara, Siilinjärvi og Sonkajärvi. Lapinlahti blev den 1. januar 2010 sammenlagt med den nærliggende kommune Varpaisjärvi.
Kommunen er venskabsby med Aars.
63°22′00″N 27°23′31″Ø / 63.3667°N 27.3919°Ø